# Vladimir Kopat
Vladimir Kopat, född 23 april 1971, är en vitrysk före detta ishockeyspelare. Han är bland annat känd för sitt skott ifrån mittzonen som slog ut Sverige ur OS-turneringen i Salt Lake City 2002. Han spelade under sin aktiva hockeykarriär i både den vitryska ishockeyligan samt ryska superligan, som idag heter Kontinental Hockey League. Kopat var back till positionen och namnvärda klubbar som han representerade kan nämnas: Gomel, Dynamo Minsk och SKA Sankt Petersburg.